# Rondeletia racemosa
Rondeletia racemosa är en måreväxtart som beskrevs av Olof Swartz. Rondeletia racemosa ingår i släktet Rondeletia och familjen måreväxter. Inga underarter finns listade i Catalogue of Life.